# Anciolina
Anciolina (già Lanciolina) è una frazione del comune italiano di Loro Ciuffenna, nella provincia di Arezzo, in Toscana.

## Geografia fisica
Sorge sul fianco meridionale del massiccio del Pratomagno, alla sommità di un colle che consente una vastissima visuale a sud ovest (fino al lago Trasimeno e al monte Amiata). La posizione, altamente strategica in passato, è a picco sulla scoscesa vallata del torrente Agna di Pratovalle.
Il territorio su cui sorge il paese ha spiccate caratteristiche montane e si trova ai limiti superiori della fascia del castagno.

## Storia
Il nome deriva dall'umbro ancla, aquila, forse con riferimento alla posizione a nido d'aquila.
L'area dell'attuale paese era infatti interessata da insediamenti già prima dell'epoca etrusca, come attestato da accumuli di scorie di lavorazione dei metalli e dall'importante ritrovamento di un'ascia bronzea oggi a Firenze. Il ruolo di stazione di segnalazione visiva aperta su tutto il Valdarno e la posizione su una strada di valico dal Valdarno al Casentino hanno motivato l'importanza di Anciolina nei secoli a seguire. Al lungo dominio longobardo e alla conversione di questo popolo al cristianesimo può essere fatta risalire la chiesa dedicata a san Michele arcangelo, originariamente situata all'interno del castellare. Dall'anno mille, per corruzione fonetica il borgo divenne Lanciolina, assumendo in seguito due lance incrociate nel proprio gonfalone.
Nel Medioevo fu lungamente feudo dei conti Guidi di Modigliana, per conto dei quali il potere veniva mantenuto dalla famiglia degli Ubertini di Soffena, nota in particolare per la figura di Guicciardo da Loro e per il più antico documento scritto inerente al borgo: la cessione nel 1065 della chiesa anciolinese di San Michele alla badia di Santa Trinità in Alpe, sancita da Azzo di Britulo. Passò in seguito ad Aghinolfo II, figlio di Bettino il Grosso e imparentato sia coi Guidi che con gli Ubertini, autentico signore della guerra che la scelse a propria residenza in ragione dell'inespugnabilità del castellare. Catturato Aghinolfo dai fiorentini nel 1324, Anciolina fu ceduta al comune di Firenze in cambio della libertà del guerriero.
Nel XVI secolo Anciolina, dipendente dal podestà di Terranuova, fu la sede di un comune che comprendeva anche Chiassaia, Faeto e Pratovalle. I celebri Statuti di Lanciolina del 1505, proseguiti nei Saldi redatti fino al 1718, costituiscono una preziosa testimonianza storica sulla vita di questo borgo, stabilmente abitato da una cinquantina di residenti (tale la cifra tanto nel 1583 che nel 1734), saliti a 150 solo nel 1908, col boom demografico successivo all'unità d'Italia. L'antica chiesa fu restaurata per l'ultima volta nel XVIII secolo, poi tutta l'area del castellare fu interessata da crolli e venne progressivamente abbandonata, spogliandola anche di tutti i materiali da costruzione riciclabili. 
La zona fra l'Anciolina e Pratovalle, durante la Seconda guerra mondiale, ebbe un ruolo significativo e, lungo i sentieri che si trovano in quest'area boschiva, ci fu lo scontro fra partigiani e tedeschi. Quest'ultimo, in particolare, avvenne nel "cammino partigiano", percorso, voluto dall'ANPI (Associazione Nazionale Partigiani d'Italia) Valdarno e dal Comune di Loro Ciuffenna, della durata di quattro ore, che termina nell'area della Panoramica (Loro Ciuffenna).

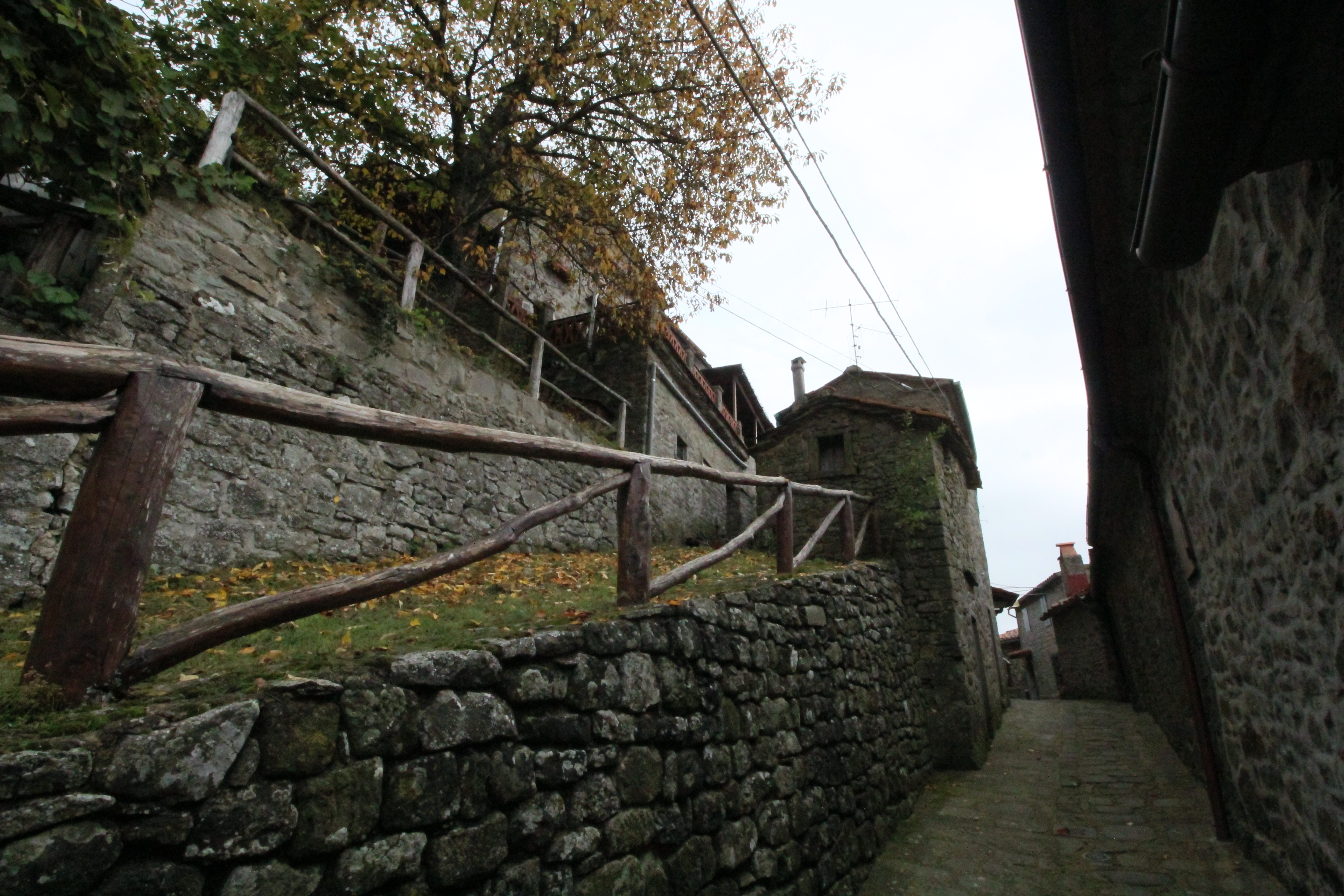
Vicolo interno al borgo

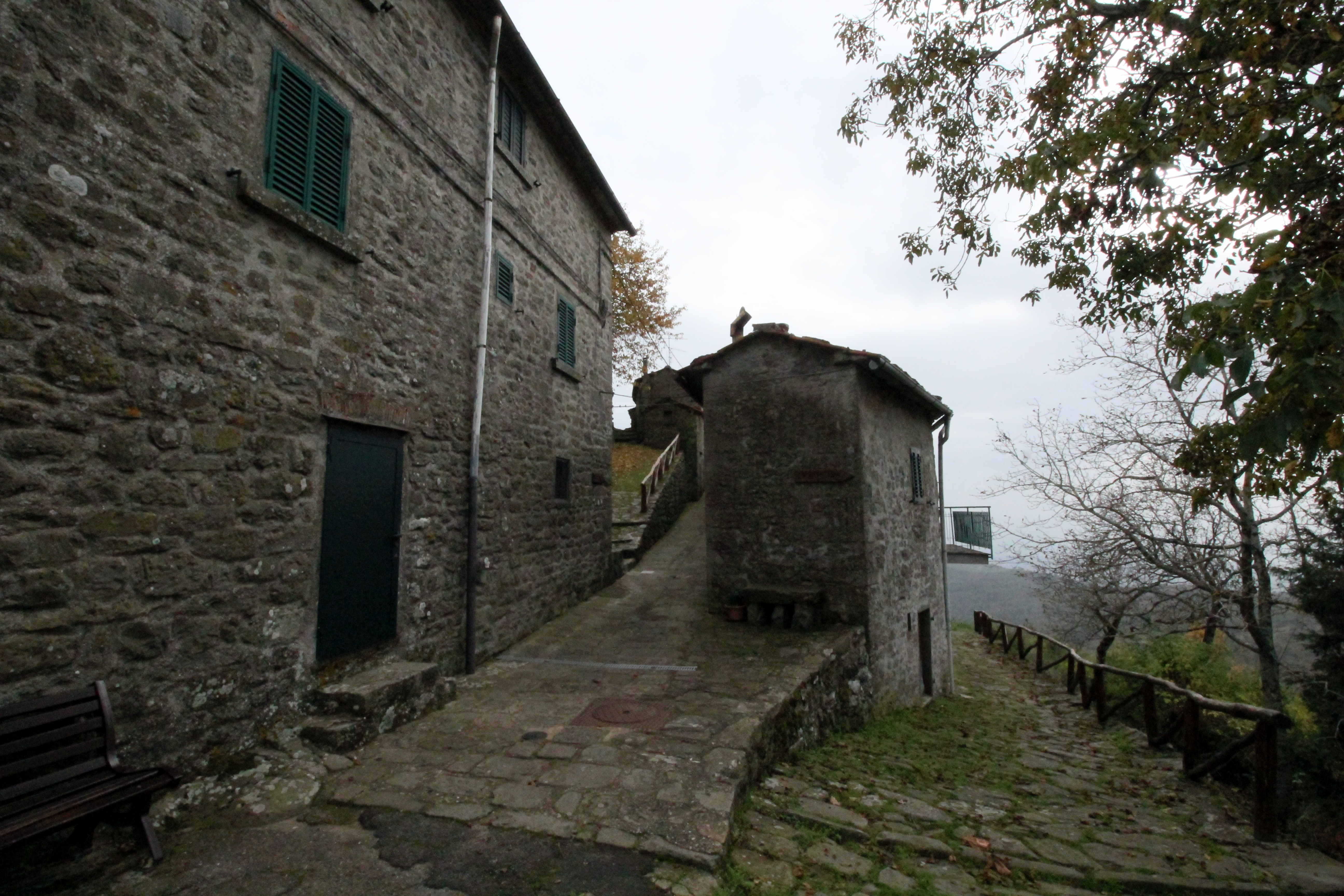
Piazzetta interna al borgo

## Monumenti e luoghi d'interesse

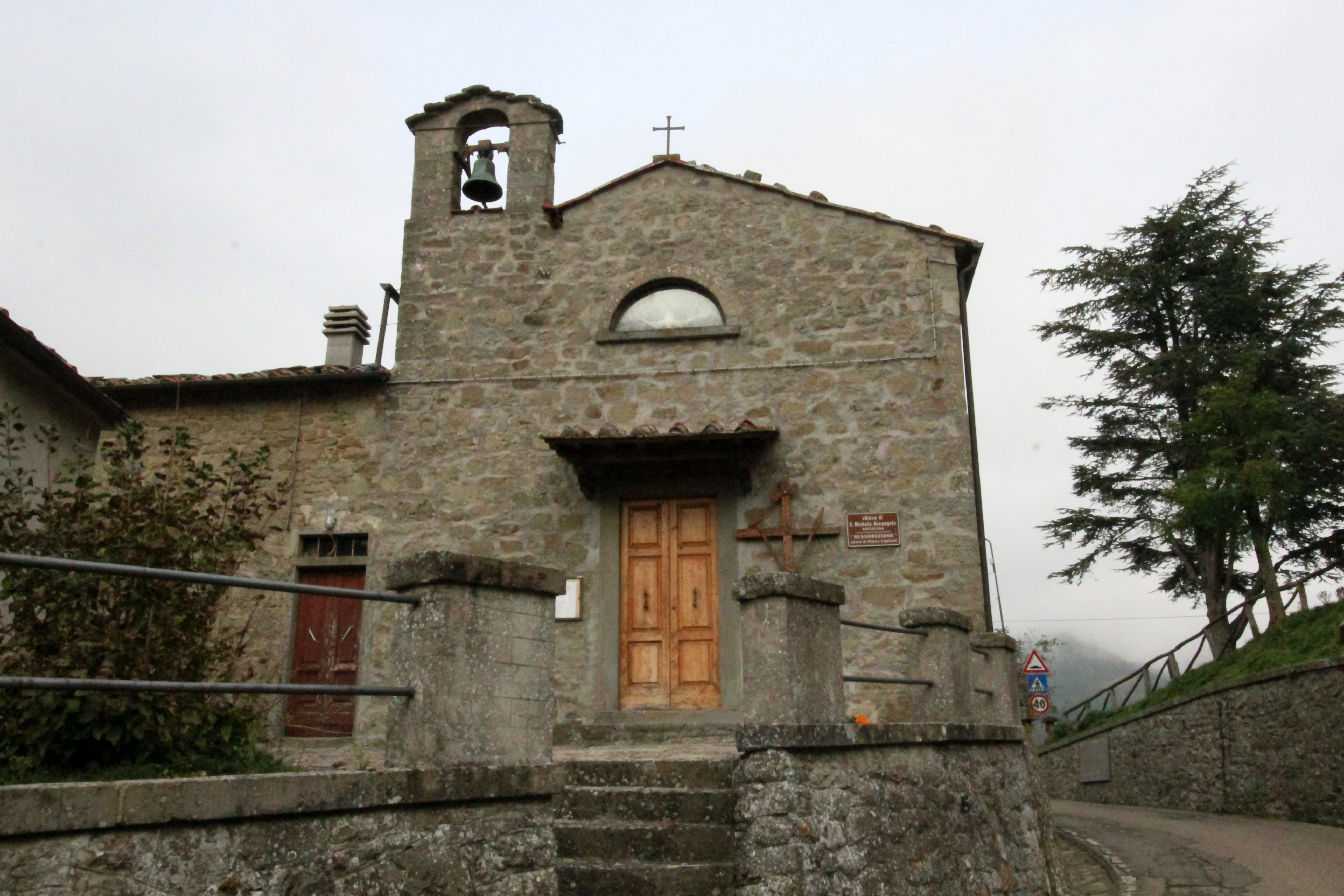
Chiesa di San Michele Arcangelo, facciata

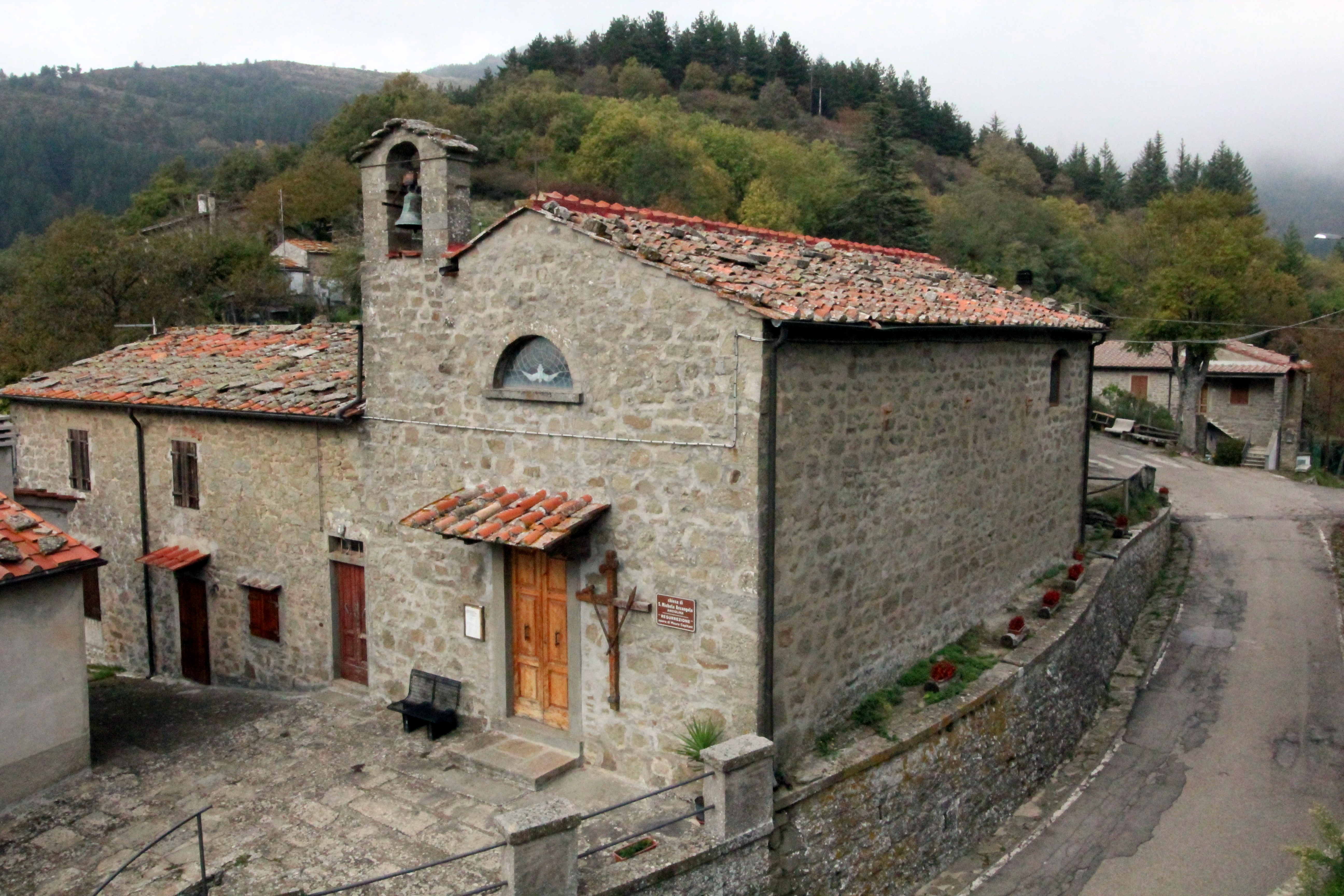
Chiesa di San Michele Arcangelo, vista aerea

Al margine del borgo è situata la piccola chiesa di San Michele Arcangelo, costruita nel 1862 con i ruderi della preesistente chiesa di origini alto-medievali, distrutta probabilmente dal crollo della torre del castellare. Un pregevole tabernacolo in pietra recuperato dalle macerie è stato rimurato nella nuova chiesa. Anche gli arredi sacri furono qui trasportati e addirittura la campana fu rifusa utilizzando il bronzo della vecchia.
L'antico castellare, entro il quale si trovava originariamente la chiesa, si presenta oggi come un panoramico prato sommitale, senza edifici di sorta. Le abitazioni del paese, aggrappate alla sua pendice meridionale, sono tipiche costruzioni di montagna, in pietra grigia.

## Società

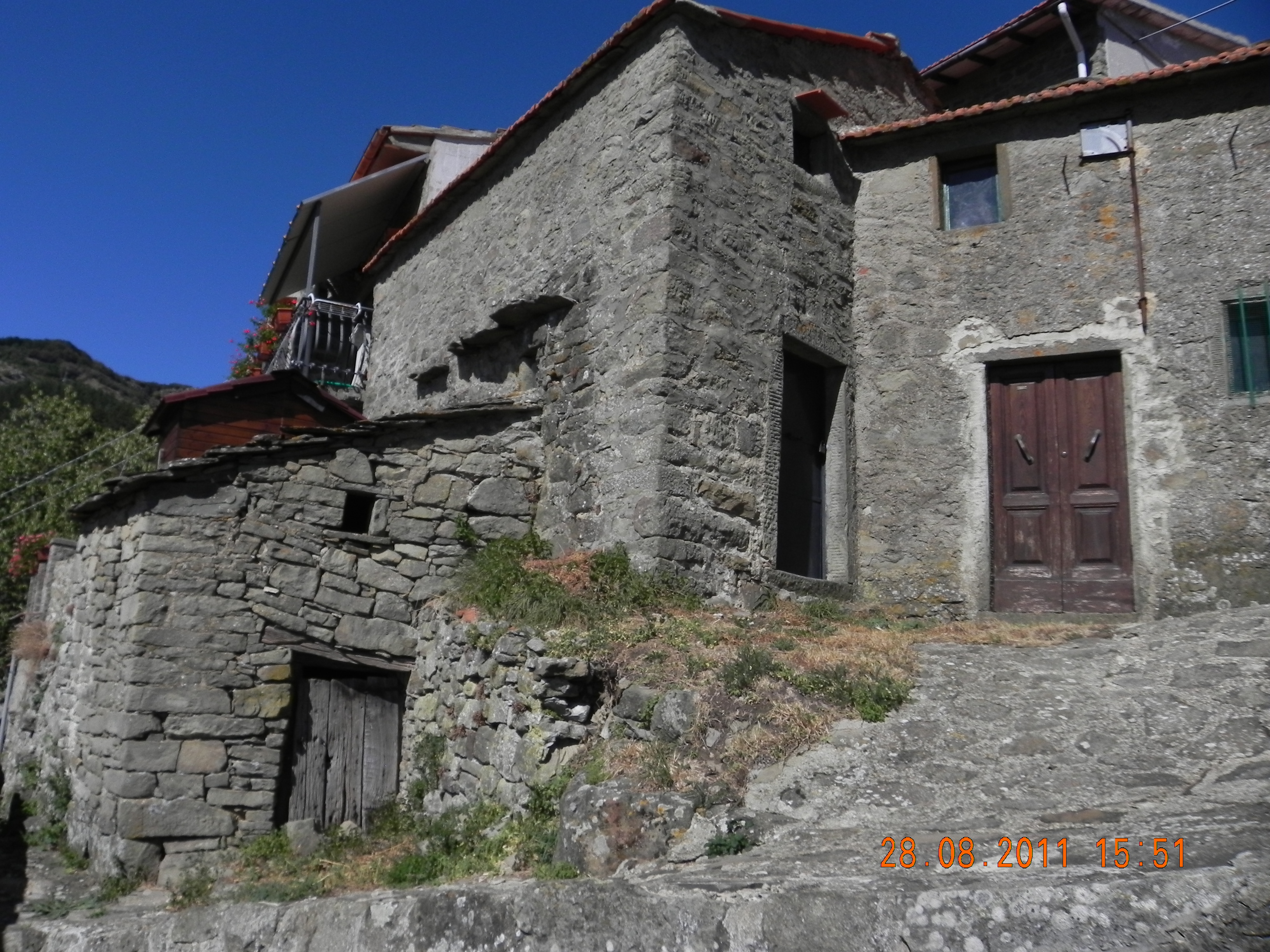
Scorcio del borgo di Anciolina

### Tradizioni e folclore
La festa del paese il 29 settembre (San Michele) era rinomata in passato per la sua concomitanza con imponenti sciamature di formiche alate, in analogia a quanto noto anche per il santuario del Monte delle Formiche nell'Appennino bolognese, per l'eremo di San Michele alle Formiche nel Pisano e per altre chiese ancora.

## Economia
Tramontata la funzione strategica che determinò l'iniziale fortuna di questo borgo, l'economia tradizionale è comunque rimasta legata alla configurazione del territorio: allevamento ovino e caprino, castagne e sfruttamento del legname. La rilevanza della seconda attività è testimoniata dalla presenza, lungo il "cammino partigiano", di due castagneti: le Salvinesi e la Selva Grande. Modesti appezzamenti venivano coltivati a cereali, soprattutto nel vicino piano delle Casacce. Oggi sussiste una modesta fruizione turistica.

## Infrastrutture e trasporti
Anciolina è raggiungibile per vie asfaltate dal centro di Loro Ciuffenna e dalla strada panoramica del Pratomagno, mentre la strada che sale dal borgo di Faeto (strada delle Casacce) è in gran parte sterrata. La strada panoramica del Pratomagno attraverso la Croce di Pratomagno conduce a Vallombrosa.